# CD Extra

CD Extra/CD-Extra는 블루 북 표준 레코딩 형식이다. 예전에 CD-Plus 또는 Enhanced CD 또는 Enhanced Music CD 로 불렀었다. 여기에는 표준 혼합 모드 CD와 같은 단점이 전혀 없다.. 혼합 모드 CD의 경우 항상 첫 번째 트랙에 ISO 파일 시스템이 들어 있어 오디오 CD 플레이어에서 CD의 첫 번째 트랙을 재생할 수 없다. 이에 반해, CD Extra에는 두 개의 세션이 있다. 첫 번째 세션에는 레드 북 표준에 맞추어 최대 98개의 오디오 트랙을 넣을 수 있다. 두 번째 세션에는 ISO 9660 파일 시스템으로 된 ISO 트랙과 CDPLUS 및 PICTURES 디렉토리가 들어 있다. 따라서 CD Extra 형식의 CD는 CD 드라이브와 오디오 CD 플레이어에서 모두 재생할 수 있다. 두 번째 세션은 오디오 CD 플레이어에서 읽히지 않기 때문이다.

## 같이 보기
- 듀얼디스크
- 슈퍼 오디오 CD